# Honkasaari (ö i Finland, Södra Savolax, S:t Michel, lat 61,54, long 28,59)
Honkasaari är en ö i Finland. Den ligger i sjön Pihlajavesi och i kommunen Puumala i den ekonomiska regionen  S:t Michel och landskapet Södra Savolax, i den södra delen av landet, 250 km nordost om huvudstaden Helsingfors. Öns area är 3 hektar och dess största längd är 270 meter i sydöst-nordvästlig riktning.